# Liste der Tischtennisseniorenweltmeister
Die Liste der Tischtennisseniorenweltmeister listet alle Tischtennisweltmeister in den Altersklassen der Senioren seit 1982 auf.

## Herren-Einzel
| Jahr | Ort            | Land        | Ü40             | Ü50               | Ü60                   | Ü65                 | Ü70                  | Ü75                     | Ü80                | Ü85                  | Ü90               |
| ---- | -------------- | ----------- | --------------- | ----------------- | --------------------- | ------------------- | -------------------- | ----------------------- | ------------------ | -------------------- | ----------------- |
| 1982 | Göteborg       | Schweden    | Hübner GER      | Uno Hedin SWE     | Ronald Etheridge ENG  |                     |                      |                         |                    |                      |                   |
| 1984 | Helsinki       | Finnland    | Hübner GER      | Kleewein AUT      | Ronald Etheridge ENG  |                     | Kyntoaho FIN         |                         |                    |                      |                   |
| 1986 | Rimini         | Italien     | Vecko SVN       | Gomolla GER       | Tsujita JPN           |                     | Blomkvist SWE        |                         | Hieronymus SWE     |                      |                   |
| 1988 | Zagreb         | Kroatien    | Surbek HRV      | Hold AUT          | Heeremans BEL         |                     | Blomkvist SWE        |                         | Lundblad SWE       |                      |                   |
| 1990 | Baltimore      | USA         | Geliang CHN     | Hold AUT          | Heeremans BEL         |                     | Hendry USA           |                         | Koon USA           |                      |                   |
| 1992 | Dublin         | Irland      | Geliang CHN     | Hold AUT          | Sheader ENG           |                     | D’Arcy ENG           |                         | Trevor Jenkins ENG |                      |                   |
| 1994 | Melbourne      | Australien  | Geliang CHN     | Yang CHN          | Heeremans BEL         |                     | Mai AUS              |                         | Larsson SWE        |                      |                   |
| 1996 | Lillehammer    | Norwegen    | Li Yuxiang GER  | Neubauer SUI      | Karlsson SWE          |                     | Osterholm SWE        |                         | Natterer GER       |                      |                   |
| 1998 | Manchester     | England     | Li Yuxiang GER  | Lieck GER         | Magnusson SWE         |                     | Ronald Etheridge ENG |                         | Sawerstrom SWE     |                      |                   |
| 2000 | Vancouver      | Kanada      | Cecava CZE      | Geliang GER       | Lau USA               |                     | Osterholm SWE        |                         | Sawerstrom SWE     |                      |                   |
| 2002 | Luzern         | Schweiz     | Cecava CZE      | Liang Geliang GER | Langer GER            | Ulmer GER           | Karlsson SWE         | Ruzha CZE               | Darcy ENG          |                      |                   |
| 2004 | Yokohama       | Japan       | Appelgren SWE   | Leshev RUS        | Neubauer SUI          | Langehegermann LUX  | C. Tsui HKG          | K. Lu TPE               | H. Levinge Irland  | C. Chen TPE          |                   |
| 2006 | Bremen         | Deutschland | Cooke ENG       | Li Yuxiang USA    | Reuland GER           | Bilic GER           | Stolzenburg GER      | Groß GER                | Smid CZE           | D’Arcy ENG           |                   |
| 2008 | Rio de Janeiro | Brasilien   | Ding Yi AUT     | Cecava TCH        | Kunz GER              | Schmidt GER         | Lippelt GER          | Lockwood ENG            | Ruzha CZE          | Joing FRA            |                   |
| 2010 | Hohhot         | China       | Bentsen DEN     | Ding Yi AUT       | Wang Yin CHN          | Lieck GER           | Langer GER           | Tsui Cheung Ling HGK    | Bates AUS          | Shen Shih-Hsiung TPE |                   |
| 2012 | Stockholm      | Schweden    | Saive BEL       | Appelgren SWE     | Pedersen DEN          | Wang Yin CHN        | Lippelt GER          | Rakosnik CZE            | Bax ENG            | Österholm SWE        |                   |
| 2014 | Auckland       | Neuseeland  | Tang Bing CHN   | Huang Min CHN     | Stanislaw Fraczyk AUT | Wang Yin CHN        | Le Van Inh AUS       | Tay Ching Ken USA       | Kazuo Masuda JPN   | Shen Shi-Hsiung TPE  |                   |
| 2016 | Alicante       | Spanien     | Eric Durand FRA | He Zhiwen ESP     | Manfred Nieswand GER  | Huang JianJiang CHN | Niels Ramberg DEN    | Barclay George Reid AUS | Klaus Krüger GER   | Heiner Koula GER     | Chen Yongning CHN |

2018 wurden zusätzlich die Altersklassen Ü45 und Ü55 eingeführt.
| Jahr | Ort       | Land    | Ü40                           | Ü45                | Ü50                               | Ü55               | Ü60                  | Ü65                 | Ü70              | Ü75                 | Ü80                     | Ü85                          | Ü90               |
| ---- | --------- | ------- | ----------------------------- | ------------------ | --------------------------------- | ----------------- | -------------------- | ------------------- | ---------------- | ------------------- | ----------------------- | ---------------------------- | ----------------- |
| 2018 | Las Vegas | USA     | Dian David Mickael Jacobs INA | Chen Weixing AUT   | Jörgen Persson SWE                | Wang Yansheng GER | Bela Frank HUN       | Huang JianJiang CHN | Zhang Xueyou CHN | Wang Chang Qin USA  | Richard Hicks USA       | Kai Merimaa FIN              | Chen Yongning CHN |
| 2023 | Maskat    | Oman    | Gregor Clemens Foerster GER   | Mehran Ahadi IRN   | Henrik Vendelbo DEN               | Pan Yan CHN       | Zsolt-Georg Böhm GER | Pal Guttormsen NOR  | Yogesh Desai IND | Niels Ramberg DEN   | Mohammed Ali Jafari IRN | Kazuo Masuda JPN             |                   |
| 2024 | Rom       | Italien | João Monteiro POR             | Lucian Filimon ROU | Maxim Witaljewitsch Schmyrjow RUS | Mats Källberg SWE | Lars Hauth DEN       | Ding Yi AUT         | Li Yuxiang USA   | Huang Jianjiang CHN | Cheung, Yiu Chiu CHN    | Josep Madurell Rodriguez ESP | Kazuo Masuda JPN  |

## Damen-Einzel
| Jahr | Ort            | Land        | Ü40               | Ü50                  | Ü60                 | Ü65                  | Ü70                  | Ü75             | Ü80                   | Ü85                |
| ---- | -------------- | ----------- | ----------------- | -------------------- | ------------------- | -------------------- | -------------------- | --------------- | --------------------- | ------------------ |
| 1982 | Göteborg       | Schweden    | Ito JPN           | Miyagawa JPN         | Bihl GER            |                      | Lauder ENG           |                 |                       |                    |
| 1984 | Helsinki       | Finnland    | Ito JPN           | Kucharski POL        | Tasaka JPN          |                      | Fernberg SWE         |                 |                       |                    |
| 1986 | Rimini         | Italien     | Alexandru ROU     | Ito JPN              | Tasaka JPN          |                      | Uchida JPN           |                 |                       |                    |
| 1988 | Zagreb         | Kroatien    | Radberg SWE       | Miyajima JPN         | Fitzgerald AUS      |                      | Uchida JPN           |                 | Engvall SWE           |                    |
| 1990 | Baltimore      | USA         | Shao USA          | Ito JPN              | Fitzgerald AUS      |                      | Carrington ENG       |                 | Lauder ENG            |                    |
| 1992 | Dublin         | Irland      | Radberg SWE       | Zemke GER            | Waltraud Zehne GER  |                      | Nakamura JPN         |                 | De Low AUS            |                    |
| 1994 | Melbourne      | Australien  | Trapp GER         | Fjodorowa RUS        | Santifaller ITA     |                      | Tasaka JPN           |                 | Uchida JPN            |                    |
| 1996 | Lillehammer    | Norwegen    | Antonyan ARM      | Fjodorowa RUS        | Ito JPN             |                      | Tasaka JPN           |                 | Uchida JPN            |                    |
| 1998 | Manchester     | England     | Larisa Farina RUS | Mochida JPN          | Chizuko Nagase JPN  |                      | Wetterstrom SWE      |                 | Uchida JPN            |                    |
| 2000 | Vancouver      | Kanada      | Takakiwa JPN      | Mochida JPN          | Ikeda JPN           |                      | Yamamaka SWE         |                 | Betty Gray WAL        |                    |
| 2002 | Luzern         | Schweiz     | Urban HUN         | Mochida JPN          | Ikeda JPN           | Ito JPN              | Tosa JPN             | Fletcher ENG    | Crevecoeur BEL        |                    |
| 2004 | Yokohama       | Japan       | E. Otsu JPN       | A. Gao CHN           | S. Federova RUS     | R. Miyajima JPN      | A. Tosa JPN          | Asami JPN       | K. Tasaka JPN         | Uchida JPN         |
| 2006 | Bremen         | Deutschland | Batinić HRV       | Krüger-Trupkovic GER | Fukushima JPN       | Ikeda JPN            | Nagase JPN           | Langen GER      | Fynn CAN              | Uchida JPN         |
| 2008 | Rio de Janeiro | Brasilien   | Tichomirowa RUS   | Takakiwa JPN         | Takahashi JPN       | Fukushima JPN        | Toda JPN             | Willke GER      | Tanigawa JPN          | Bihl GER           |
| 2010 | Hohhot         | China       | Zörner GER        | Takakiwa JPN         | Shi Pinglin CHN     | Nagasawa JPN         | Ikeda JPN            | Harada JPN      | Butcher ENG           | Modlich USA        |
| 2012 | Stockholm      | Schweden    | Arisi ITA         | Wang-Fridén SWE      | Tamura JPN          | Okura JPN            | Ikeda JPN            | Bird ENG        | Tosa JPN              | Krejčová CZE       |
| 2014 | Auckland       | Neuseeland  | Yumi Sahara JPN   | Toshiko Kataoka JPN  | Larisa Andreeva RUS | Kuniko Takahashi JPN | Masako Fukushima JPN | Akiko Ikeda JPN | Marianne Blasberg GER | Yoriko Asami JPN   |
| 2016 | Alicante       | Spanien     | Ding Yaping GER   | Jing Tian-Zörner GER | Keiko Takakiwa JPN  | Kazuko Harada JPN    | Ursula Krüger GER    | Akiko Ikeda JPN | Betty Bird ENG        | Pamela Butcher ENG |

2018 wurden zusätzlich die Altersklassen Ü45 und Ü55 eingeführt.
| Jahr | Ort       | Land    | Ü40               | Ü45                | Ü50                | Ü55              | Ü60             | Ü65               | Ü70                | Ü75                | Ü80                 | Ü85                | Ü90                   |
| ---- | --------- | ------- | ----------------- | ------------------ | ------------------ | ---------------- | --------------- | ----------------- | ------------------ | ------------------ | ------------------- | ------------------ | --------------------- |
| 2018 | Las Vegas | USA     | Rita Kertai HUN   | Yang Haiyan CHN    | Tong Feiming TPE   | Qin Jianhong CHN | Hu Fenglan CHN  | Liu Yanxia CHN    | Gizella Zacher HUN | Akiko Ikeda JPN    | Akemi Hayashi JPN   | Reiko Miyagawa JPN | entfällt              |
| 2023 | Maskat    | Oman    | Marina Donner FIN | Trine Grauholm DEN | Liang Miu Heng SIN | Pia Toelhoj DEN  | Mantu Murmu IND | Kai Thornbech EST | Kazuko Horino JPN  | Gizella Zacher HUN | Noriko Watanabe JPN | Reiko Miura JPN    | entfällt              |
| 2024 | Rom       | Italien | Marina Donner FIN | Yuliya Markova ITA | Bang Junghwa KOR   | Ding Yaping GER  | Li Yan CHN      | Hu Fenglan CHN    | Gao Aili CHN       | Rita Pogosova ITA  | Ai Zeyu CHN         | Akiko Hosoda JPN   | Marianne Blasberg GER |

## Herren-Doppel
| Jahr | Ort            | Land        | Ü40                                           | Ü50                                 | Ü60                             | Ü65                                   | Ü70                               | Ü75                                | Ü80                                   | Ü85                                 | Ü90                                          |
| ---- | -------------- | ----------- | --------------------------------------------- | ----------------------------------- | ------------------------------- | ------------------------------------- | --------------------------------- | ---------------------------------- | ------------------------------------- | ----------------------------------- | -------------------------------------------- |
| 1982 | Göteborg       | Schweden    | Hübner/Gomolla GER                            | Glenn Kindstedt/Osterholm SWE       | Berggren/Neidermark SWE         |                                       | Bellák/Juhl USA/DEN               |                                    |                                       |                                     |                                              |
| 1984 | Helsinki       | Finnland    | Bergmann/Martin GER                           | Sheader/Schofield ENG               | Blomquist/Saverstrom SWE        |                                       | Pettersson/Westblad SWE           |                                    |                                       |                                     |                                              |
| 1986 | Rimini         | Italien     | Nisavic/Vecko SVN                             | Larsson/Mellstrom SWE               | Forsberg/Lantz SWE              |                                       | Blomkvist/Larsson SWE             |                                    |                                       |                                     |                                              |
| 1988 | Zagreb         | Kroatien    | Cordas/Surbek HRV                             | Persson/Skulteny SWE                | Heremans/Nieuwejaers BEL        |                                       | Hadas/Melzer GER                  |                                    | Kjellander/Lundblad SWE               |                                     |                                              |
| 1990 | Baltimore      | USA         | Geliang/Kunz CHN/GER                          | Hold/Kleewein AUT                   | Sheader/Schofield ENG           |                                       | Croneryd/Nilsson SWE              |                                    | Cheal/Ulpiano NZL/USA                 |                                     |                                              |
| 1992 | Dublin         | Irland      | Geliang/Lammers CHN/GER                       | Hold/Kleewein AUT                   | Sheader/Schofield ENG           |                                       | Hull/Rocker USA                   |                                    | Bellák/Trevor Jenkins USA/ENG         |                                     |                                              |
| 1994 | Melbourne      | Australien  | Geliang/Neubauer CHN/SUI                      | Naguibekov/Rauch RUS/GER            | Sheader/Schofield ENG           |                                       | Chen/Lo TPE                       |                                    | Engkvist/Larsson SWE                  |                                     |                                              |
| 1996 | Lillehammer    | Norwegen    | Li Yuxiang/Pedersen GER/DEN                   | Amelin/Surbek RUS/HRV               | Neusser/Tsui GER/HRG            |                                       | Forsberg/Osterholm SWE            |                                    | Blomkvist/Nilsson SWE                 |                                     |                                              |
| 1998 | Manchester     | England     | Li/Stellwag GER                               | Amelin/Neubauer RUS/SUI             | Horst Hirt/Lippelt GER          |                                       | Davies/Hartshorn ENG              |                                    | Sawerstrom/Blomkvist SWE              |                                     |                                              |
| 2000 | Vancouver      | Kanada      | Murakami/Tokai JPN                            | Lieck/Ezz GER/SUI                   | Horst Hirt/Lippelt GER          |                                       | Fleiner/Ilberg GER                |                                    | Sawerstrom/Blomkvist SWE              |                                     |                                              |
| 2002 | Luzern         | Schweiz     | Leshev/Manturov RUS                           | Surbek/Amelin HRV/RUS               | Werkmann/Langehegermann GER/LUX | Brook/Buist ENG                       | Karlsson/Kindstedt SWE            | Ruzha/Forsberg CZE/SWE             | Ronald Etheridge/Louis Ramel ENG/SUI  |                                     |                                              |
| 2004 | Yokohama       | Japan       | Chih/Chih TPE                                 | Surbek/Amelin HRV/RUS               | Diao/Neubauer SMR/SUI           | Borg/Magnusson SWE                    | Merimaa/Smith FIN/USA             | Chuang/Lu TPE                      | D’Arcy/Levinge ENG/IRL                | Hisadomi/Kikuchi JPN                |                                              |
| 2006 | Bremen         | Deutschland | Kalinić/Miller SCG/SUI                        | Lindmäe/Segal EST/UKR               | Surbek/Amelin HRV/RUS           | Langer/Lippelt GER                    | Krüger/Luber GER                  | Breumair/Rau GER                   | Forsberg/Osterholm SWE                | Berthold/Scheuer GER                |                                              |
| 2008 | Rio de Janeiro | Brasilien   | Fejer-Konnerth/Ciociu GER/LUX                 | Kalinić/Li Yuxiang SRB/USA          | Pedersen/Ramberg DEN            | Neubauer/Schmidt SUI/GER              | Mach/Steinkämper SUI/GER          | Economellis/Morris GRE/RSA         | Englmaier/Junker GER                  | D’Arcy/Levinge ENG/IRL              |                                              |
| 2010 | Hohhot         | China       | Liang Hong An/Li Zheng CHN                    | Lu Qiwei/Shen Bin CHN               | Liang Geliang/Lieck CHN/GER     | Horst Langer/Jürgen Langer GER        | Thorinsson/Olofsson SWE           | Wood/Lockwood ENG                  | Donlon/Rössler ENG/GER                | Darcy/Forsberg ENG/SWE              |                                              |
| 2012 | Stockholm      | Schweden    | Illarionov/Roldugin RUS                       | Kahara/Tokai JPN                    | Fraczyk/Sorger AUT              | Wang Yin/Diao Wenyuan CHN             | Lemke/Lippelt GER                 | Krüger/Luber GER                   | Fleiner/Groß GER                      | Österholm/Forsberg SWE              |                                              |
| 2014 | Auckland       | Neuseeland  | Li Zheng/Tang Bing CHN                        | Ji Aiguo/Liu Yan CHN                | Wang Xinzhi/Li Yuxiang CHN/USA  | Jaroslav Kunz/Jens-Erik Linde GER/DEN | Igor Klav/Van Inh Le AUS          | Helmut Kretzer/Dieter Lippelt GER  | Geofrey /Günter Krauss ENG/GER        | Lin Chien Chun/Shen Shih Hsiung TPE |                                              |
| 2016 | Alicante       | Spanien     | Dmitry Abramenko/Lorestas Trumpauskas ISR/ENG | Carsten Matthias/Berthold Pilsl GER | Cai Changsu/Huang Jianjiang CHN | Claus Pedersen/Yao Changyuan DEN/BEL  | Rene Theillout/Roland Stephan GER | Uwe Wienprecht/Siegfried Lemke GER | Josef Seidl/Peter Stolzenburg CZE/GER | Friedrich Rössler/Heiner Koula GER  | Susumu Yamada/Joaquim Renorm Llorens JPN/ESP |

2018 wurden zusätzlich die Altersklassen Ü45 und Ü55 eingeführt.
| Jahr | Ort       | Land | Ü40                                             | Ü45                                                    | Ü50                                 | Ü55                                    | Ü60                                  | Ü65                               | Ü70                                | Ü75                               | Ü80                                     | Ü85                                               | Ü90                           |
| ---- | --------- | ---- | ----------------------------------------------- | ------------------------------------------------------ | ----------------------------------- | -------------------------------------- | ------------------------------------ | --------------------------------- | ---------------------------------- | --------------------------------- | --------------------------------------- | ------------------------------------------------- | ----------------------------- |
| 2018 | Las Vegas | USA  | Ismu Harinto/Dian David Mickael Jacobs INA      | Chen Weixing/Jörg Roßkopf AUT/GER                      | Erik Lindh / Jörgen Persson SWE     | Zsolt-Georg Böhm/Traian Ciociu GER/LUX | Cai Changshu/Huang Jianjiang CHN     | Petr Polak/Bernhard Thiel CSR/GER | Karol Korbel/Ling Tiing Sik SK/MAL | Igor Klaf/Barclay George Reid AUS | Mok Wing Cheong / Tay Chong KengSIN/USA | Claude Decret/Henri Yahiel FRA                    | Yves Laine/Lumir Ruzha FRA/CZ |
| 2023 | Maskat    | Oman | Gregor Clemens Foerster/Michael Marsden GER/WAL | Ramezanali Mahmoudi Golestani/Abdolmahdi Tabatabei IRN | Karsten Haumann/Jan Söndergaard DEN | Roland Böhm/Wang Yansheng AUT/GER      | Zsolt-Georg Böhm/Boris Rosenberg GER | Risto Pitkänen/Tay Kee FIN/MYS    | Pinakin Sampat/Ulhas Shirke IND    | Jiang Zhaozhao/Wang Yin CHN       | Siegfried Lemke/Wolfgang Schmidt GER    | Valentin Langehegermann/Peter Stolzenburg LUX/GER |                               |

## Damen-Doppel
| Jahr | Ort            | Land        | Ü40                             | Ü50                                         | Ü60                                    | Ü65                                | Ü70                                 | Ü75                                 | Ü80                               | Ü85                               |
| ---- | -------------- | ----------- | ------------------------------- | ------------------------------------------- | -------------------------------------- | ---------------------------------- | ----------------------------------- | ----------------------------------- | --------------------------------- | --------------------------------- |
| 1982 | Göteborg       | Schweden    | Ito/Reiko Omori JPN             | Nakatsuka/Tsuboko JPN                       | Göransson/Narting SWE                  |                                    |                                     |                                     |                                   |                                   |
| 1984 | Helsinki       | Finnland    | Ito/Reiko Omori JPN             | Jaquet/Sasaki SUI/JPN                       | Hornyak/Tasaka USA/JPN                 |                                    | Fernberg/Sundquist SWE              |                                     |                                   |                                   |
| 1986 | Rimini         | Italien     | Alexandru/Tegner ROU/SWE        | Ito/Reiko Omori JPN                         | Nakatsuka/Takada JPN                   |                                    | Frauenkron/Sammer GER               |                                     |                                   |                                   |
| 1988 | Zagreb         | Kroatien    | Borg/Radberg SWE                | Ito/Reiko Omori JPN                         | Nakatsuka/Takada JPN                   |                                    | Mizoguchi/Yamada JPN                |                                     |                                   |                                   |
| 1990 | Baltimore      | USA         | Kunstein/Trupkovic GER          | Ito/Reiko Omori JPN                         | Feadle/Fitzgerald ENG/AUS              |                                    | Delay/Rebattet SWE                  |                                     |                                   |                                   |
| 1992 | Dublin         | Irland      | Borg/Radberg SWE                | Niemeyer/Zemke GER                          | Willke/Zehne GER                       |                                    | Bihl/Tilly Jahn GER                 |                                     | Dahlberg/Lauder SWE/ENG           |                                   |
| 1994 | Melbourne      | Australien  | Kneip-Stumpe/Trapp GER          | Baumann/Rauscher GER                        | Santifaller/Wetterstrom ITA/SWE        |                                    | Nakamura/Tasaka JPN                 |                                     | Chiba/Uchida JPN                  |                                   |
| 1996 | Lillehammer    | Norwegen    | Lindstrom/Radberg SWE           | Hamel/Strauß GER                            | Ito/Reiko Omori JPN                    |                                    | Matsuda/Tasaka JPN                  |                                     | Göransson/Narting SWE             |                                   |
| 1998 | Manchester     | England     | Antonyan/Trapp ARM/GER          | Fukui/Mochida JPN                           | Ilse Lantermann/Zehne GER              |                                    | Jones/Wetterstrom ENG/SWE           |                                     | Brunsjo Astedt/Göransson SWE      |                                   |
| 2000 | Vancouver      | Kanada      | Pederson/Ramberg DEN            | Fukui/Mochida JPN                           | Bird/Pilliere AUS/FRA                  |                                    | Butcher/Wetterstrom ENG/SWE         |                                     | Delay/Rebattet SWE                |                                   |
| 2002 | Luzern         | Schweiz     | Takahashi/Takakiwa JPN          | Fukui/Mochida JPN                           | Uchida/Yoshimura JPN                   | Bird/Pilliere AUS/FRA              | Willke/Zehne GER                    | Flynn/Devicenska CAN/LAT            | Shigemi/Yoshitake JPN             |                                   |
| 2004 | Yokohama       | Japan       | Otsu/Sakamoto JPN               | Gao/Wu CHN                                  | Kodama/Ono JPN                         | Miyajima/Nagase JPN                | Ito/Tosa JPN                        | Muramatsu/Yamanaka JPN              | Matsuda/Tasaka JPN                | Ijichi/Uchida JPN                 |
| 2006 | Bremen         | Deutschland | Batinić/Farina HRV/RUS          | Antonyan/Trapp ARM/GER                      | Fukushima/Mizuguchi JPN                | Hiroi/Shimizu JPN                  | Harada/Nagase JPN                   | Kujirai/Tanigawa JPN                | Fletcher/Bihl ENG/GER             | Göransson/Gray SWE/WAL            |
| 2008 | Rio de Janeiro | Brasilien   | Bazzi/Yenenko SUI/UKR           | Ramberg/Trupkovic DEN/GER                   | Fukushima/Tomiyama JPN                 | Hiroi/Shimizu JPN                  | Harada/Nagase JPN                   | Willke/Zehne GER                    | Asami/Takamura JPN                | nicht ausgetragen                 |
| 2010 | Hohhot         | China       | Zhao Weiying/Wu Wei CHN         | Pan Xiaomei/Zhang Yanan CHN                 | Iseki/Yajima JPN                       | Baron/Engel GER                    | Ikeda/Otaki JPN                     | Butcher/Blasberg ENG/GER            | Kujirai/Tanigawa JPN              | Biehl/Herrmann GER                |
| 2012 | Stockholm      | Schweden    | Bölenius/Wiktorsson SWE         | Nakamura/Ono JPN                            | Ioki/TagReiko Omori JPN                | Berg/Rauscher GER                  | Hiroi/Mishima JPN                   | Harada/Nagase JPN                   | Willke/Zehne GER                  | Kramer/Jordane GER/LAT            |
| 2014 | Auckland       | Neuseeland  | Aki Kubo/Yumi Sahara JPN        | Keiko Miura/Nobuko Nagakawa JPN             | Teresa Devaney/Larisa Andreeva IRL/RUS | Chung Ting Ning/Chiyako Suzuki USA | Yoko Arai/Akiko Ikeda JPN           | Margaret Mulcahy/Pamela Tait AUS    | Akiko Tosa/Michiko Uchiyama JPN   | entfällt                          |
| 2016 | Alicante       | Spanien     | Cecile Ozer/Magali Charlier BEL | Jing Tian-Zörner/Margit Freiberg-Nolten GER | Taeko Hasegawa/Setsuko Ioki JPN        | Masayo Takeda/Naomi Nagai JPN      | Mihoko Mizuguchi/Ikuko Nagasawa JPN | Ikuko Maruyuma/Michie Yoshimura JPN | Tetsuko Harada/Chizuko Nagase JPN | Kazuko Shimura/Kaneko Kujirai JPN |

2018 wurden zusätzlich die Altersklassen Ü45 und Ü55 eingeführt.
| Jahr | Ort       | Land | Ü40                                  | Ü45                                         | Ü50                                 | Ü55                                     | Ü60                                | Ü65                                     | Ü70                               | Ü75                            | Ü80                               | Ü85                                  | Ü90      |
| ---- | --------- | ---- | ------------------------------------ | ------------------------------------------- | ----------------------------------- | --------------------------------------- | ---------------------------------- | --------------------------------------- | --------------------------------- | ------------------------------ | --------------------------------- | ------------------------------------ | -------- |
| 2018 | Las Vegas | USA  | Rita Kertai/Libuse Horakiva HUN/CZ   | Petra Gummesson Sörling/Pia Toeljoj SWE/DEN | Tong Feiming/Lin Li-Ju TPE          | Qin Jianhong/Hu Fenglan CHN             | Evi Ilves-Schalk/Angela Walter GER | Guo Xiaohua/Luo Shenru CHN              | Tomoko Egami/Michie Yoshimura JPN | Tan Xuerong/Xu Yali CHN        | Tetsuko Harada/Chizuko Nagase JPN | entfällt                             | entfällt |
| 2023 | Maskat    | Oman | Marina Donner/Sofia Westholm FIN/SWE | Natalia Ostrovksa/Halyna Telna UKR          | Ina Jozepsone/Sylvia Messer LET/GER | Liliia Andrieieva/Margit Geiger UKR/SWI | Mantu Murmu/Jette Vieg IND/DEN     | Rita Jain/Mangal Saraf Mangal Saraf IND | Kang Heesook/Kim Hongryun KOR     | Donna Sakai/Connie Sweeris USA | Ruth Schneider/Heidi Wunner GER   | Betty Bird/Marianne Blasberg ENG/GER | entfällt |